# Filandia Pizzul
Filandia Pizzul

Link zum Bild

Filandia Elisa Pizzul, auch Finlandia Elisa Pizzul, (* 22. Mai 1902 in Buenos Aires; † 1984 oder am 2. November 1987) war die erste Architektin mit akademischem Abschluss an der Universität von Buenos Aires. Sie war 1928 die erste Flugzeugpilotin mit Lizenz in Argentinien.

## Leben und Werk
Filandia Pizzul war eine der zehn Töchter und zwei Söhne von Juana Barbiere, einer Französin, und Antonio Pizzul, einem Österreicher und Bauunternehmer in Buenos Aires. Ab 1919 bis 1923 besuchte sie das Liceo Nacional de Señoritas N°1. Es wurden dort Physik, Mathematik und Sprachen sowie künstlerische Fächer gelehrt. Angeregt durch den Zeichenunterricht beschloss sie, Architektur zu studieren.
Die erste Architekturstudentin der Familie war die Schwester Mendoza Pizzul. Sie brach ihr Studium (1916–1917) ab, um zu heiraten. Juana Pizzul, eine weitere Schwester, war eine der ersten Medizinstudentinnen um 1912. Auch sie brach ihr Studium auf Grund einer Heirat ab. Filandia war die erste Architektin, die in Argentinien 1928 oder 1929 an der Universität von Buenos Aires einen akademischen Abschluss machte. Auf Pizzul folgten Nelly Niebuhr und María Luisa García Vouilloz (1931), María de las Mercedes Arauz Obligado und Blanca Hirsch (1934), Itala Fulvia Villa (1935) sowie Stella Elba Genovese, María Elena Spaini und María Enriqueta Meoli (1936). Pizzuls Studienbeginn nach einer allgemeinen Aufnahmeprüfung war für ihre Mitstudenten und Professoren nicht wohl gelitten. In den ersten Tagen versuchten sie sie zu schikanieren, aber Pizzul setzte sich durch. Ausgegrenzt wurde sie auch in der Revista de Arquitectura (RDA), die weder den Studienbeginn von Mendoza Pizzul erwähnte noch das Porträt ihrer Schwester Filandia in der Rubrik „Neue Absolventen“ veröffentlichte, wie es eigentlich am Studienende üblich war. Die Bilder ihrer männlichen Studenten wurden gezeigt. Das einzige ihrer Werke, das abgedruckt wurde, war der Entwurf für einen Brunnen. Dieses war 1924 entstanden und wurde erst zwei Jahre später veröffentlicht.
Filandia Pizzul begann ihre berufliche Laufbahn 1928 als stellvertretende Arbeitsinspektorin in der Beratenden Kommission für Asylantenheime und öffentliche Krankenhäuser, die dem Ministerium für Relaciones Exteriores, Culto y Beneficiencia (auswärtige Angelegenheiten, Kultus und Wohlfahrt) unterstellt war. Sie wurde danach Teil des technischen Teams. Dort war sie verantwortlich für die Realisierung von Krankenhausbauten. Ihr Hospital Común Regional de Río IV wurde auf der 3. Nationalen Architekturausstellung von 1942 vorgestellt und in der Revista de Arquitectura N°253, 1942 veröffentlicht. Pizzul versuchte in ihren Projekten eine jeweilige Leitidee umzusetzen und nutzte neueste Bautechniken. Im Laufe ihrer langen Karriere wurde sie Generaldirektorin für mehrere Ministerien: Directora General de Talleres y Conservación del Ministerio de Salud Pública de la Nación sowie Directora General de Conservación del Ministerio de Obras Públicas de la Nación. Weiter war sie als Beraterin des nationalen Direktors für Architektur tätig.
In einem Interview berichtete sie von ihrer Motivation und ihren Erfahrungen als Architektin:

„Es gab nur eine Vorstellung, die mich als junges Mädchen seit meinen ersten Jahren am Lyceum beschäftigte: meinen Weg im Leben aus eigener Kraft zu gehen, indem ich einen freien Beruf wählte, der es mir ermöglichte, zu leben und gleichzeitig etwas zu tun, zu schaffen. Was war der richtige Beruf für meine Art zu sein und zu fühlen? Architektur, insbesondere wegen eines vielversprechenden Umstands. Nach der Wirtschaftskrise der Zeit nach dem Ersten Weltkrieg begann Buenos Aires schwindelerregend in die Höhe zu wachsen und sich in alle Richtungen über die Grenzen der Stadt hinaus auszudehnen. Ich spürte, dass ein Zyklus intensiven Bauens beginnen würde [...] Ich studierte intensiv, und Jahre später machte ich meinen Abschluss als Architektin. Und dann, als ich mein Diplom in der Hand hatte, kam die große Überraschung für mich. Es war eine dieser Überraschungen, bei denen einem die Seele vor die Füße fällt. Mit meinem brandneuen Diplom stellte ich mich bei einer Firma vor, die damals im Rampenlicht stand und für große Bauvorhaben zuständig war [...] Ich wurde freundlich empfangen, aber mit einer unwürdigen Entschuldigung abgewiesen:
– Wir brauchen Architekten... aber es müssen Männer sein. Schade, dass Sie eine Frau sind.“

1960 setzte sich Pizzul zur Ruhe. Sie heiratete erst am Ende ihres Lebens. Über das Todesdatum herrscht Verwirrung: Nach Angaben der Familie starb sie 1984. In ihrer Sterbeurkunde ist der 2. November 1987 angegeben.

## Engagement und Ehrungen
Ende 1926 bewarb sie sich um die Mitgliedschaft in der Sociedad Central de Arquitectos (SCA). Im Januar 1932 wiesen sie deren Archivalien als aktives Mitglied aus. 1961 wurde sie Mitglied auf Lebenszeit. Wie andere Pionierinnen ihres Berufsstandes war sie im Verband sehr aktiv. Sie engagierte sich bei Ausstellungen und als Jurorin bei Preisen und Wettbewerben. Sie war von 1935 bis 1937 die erste Direktorin der Bibliothek für Architektur an der Fakultät in Buenos Aires. Seit 1994 ist einer der Räume nach ihr benannt. Sie organisierte im Januar 1940 den 5. panamerikanischen Architektenkongress als Mitglied des Organisationskomitees, zusammen mit Carmen Renard, Stella Genovese und Nélida Azpilicueta de Cima. Weiter war sie mehrfach Delegierte bei nationalen und internationalen Architekturkongressen.

## Fliegerei
Sie war 1928 die erste Frau, die die Kurse der Direktion für Zivilluftfahrt (Dirección de Aeronáutica Civil) absolvierte und den Pilotenschein (Nr. 181) erwarb. Bei einem beruflichen Projekt konnte sie das Wissen als Pilotin einbringen: Bei einem Entwurf für den Aeroparque Jorge Newbery (Flughafen Jorge Newbery). Sie war Gründungsmitglied und Präsidentin des Centro Universitario de Aviación, Mitglied des Centro de Aviación Civil, Gründungsmitglied der Cámara Argentina de Aeronáutica und Gründungsmitglied des Club Argentino de Planeadores Albatros.